# Lepthyphantes
Lepthyphantes är ett släkte av spindlar som beskrevs av Menge 1866. Lepthyphantes ingår i familjen täckvävarspindlar.

## Dottertaxa tillLepthyphantes, i alfabetisk ordning[1][2]
- Lepthyphantes abditus
- Lepthyphantes aberdarensis
- Lepthyphantes acoreensis
- Lepthyphantes acuminifrons
- Lepthyphantes aegeus
- Lepthyphantes aelleni
- Lepthyphantes afer
- Lepthyphantes afghanus
- Lepthyphantes agnellus
- Lepthyphantes ajoti
- Lepthyphantes albimaculatus
- Lepthyphantes albuloides
- Lepthyphantes aldersoni
- Lepthyphantes allegrii
- Lepthyphantes alpinus
- Lepthyphantes altissimus
- Lepthyphantes annulipes
- Lepthyphantes arcticus
- Lepthyphantes bacelarae
- Lepthyphantes badhkyzensis
- Lepthyphantes bakeri
- Lepthyphantes balearicus
- Lepthyphantes bamboutensis
- Lepthyphantes bamilekei
- Lepthyphantes beckeri
- Lepthyphantes beroni
- Lepthyphantes beshkovi
- Lepthyphantes bhudbari
- Lepthyphantes bidentatus
- Lepthyphantes bigerrensis
- Lepthyphantes bipartitus
- Lepthyphantes biseriatus
- Lepthyphantes bituberculatus
- Lepthyphantes brevihamatus
- Lepthyphantes brignolianus
- Lepthyphantes buensis
- Lepthyphantes carlittensis
- Lepthyphantes cavernicola
- Lepthyphantes centromeroides
- Lepthyphantes chamberlini
- Lepthyphantes chita
- Lepthyphantes clarus
- Lepthyphantes concavus
- Lepthyphantes constantinescui
- Lepthyphantes coomansi
- Lepthyphantes corfuensis
- Lepthyphantes corsicos
- Lepthyphantes cruciformis
- Lepthyphantes cruentatus
- Lepthyphantes cultellifer
- Lepthyphantes deosaicola
- Lepthyphantes dilutus
- Lepthyphantes dolichoskeles
- Lepthyphantes ebinoensis
- Lepthyphantes eleonorae
- Lepthyphantes emarginatus
- Lepthyphantes encaustus
- Lepthyphantes erigonoides
- Lepthyphantes escapus
- Lepthyphantes eugeni
- Lepthyphantes exvaginatus
- Lepthyphantes fagei
- Lepthyphantes fernandezi
- Lepthyphantes furcillifer
- Lepthyphantes gadesi
- Lepthyphantes garganicus
- Lepthyphantes hamifer
- Lepthyphantes himuronis
- Lepthyphantes hirsutus
- Lepthyphantes hissaricus
- Lepthyphantes howelli
- Lepthyphantes huberti
- Lepthyphantes hublei
- Lepthyphantes hummeli
- Lepthyphantes ibericus
- Lepthyphantes impudicus
- Lepthyphantes incertissimus
- Lepthyphantes inopinatus
- Lepthyphantes intricatus
- Lepthyphantes iranicus
- Lepthyphantes japonicus
- Lepthyphantes kansuensis
- Lepthyphantes kaszabi
- Lepthyphantes kekenboschi
- Lepthyphantes kenyensis
- Lepthyphantes keyserlingi
- Lepthyphantes kilimandjaricus
- Lepthyphantes kolymensis
- Lepthyphantes kratochvili
- Lepthyphantes kuhitangensis
- Lepthyphantes lagodekhensis
- Lepthyphantes laguncula
- Lepthyphantes latrobei
- Lepthyphantes latus
- Lepthyphantes lebronneci
- Lepthyphantes leprosus
- Lepthyphantes leucocerus
- Lepthyphantes leucopygus
- Lepthyphantes ligulifer
- Lepthyphantes lingsoka
- Lepthyphantes linzhiensis
- Lepthyphantes locketi
- Lepthyphantes longihamatus
- Lepthyphantes louettei
- Lepthyphantes lundbladi
- Lepthyphantes luteipes
- Lepthyphantes maculatus
- Lepthyphantes maesi
- Lepthyphantes magnesiae
- Lepthyphantes manengoubensis
- Lepthyphantes mauli
- Lepthyphantes maurusius
- Lepthyphantes mbaboensis
- Lepthyphantes meillonae
- Lepthyphantes messapicus
- Lepthyphantes micromegethes
- Lepthyphantes microserratus
- Lepthyphantes minusculus
- Lepthyphantes minutus
- Lepthyphantes msuyai
- Lepthyphantes murmanicola
- Lepthyphantes natalis
- Lepthyphantes nenilini
- Lepthyphantes neocaledonicus
- Lepthyphantes nigridorsus
- Lepthyphantes nigropictus
- Lepthyphantes nitidior
- Lepthyphantes nodifer
- Lepthyphantes notabilis
- Lepthyphantes obtusicornis
- Lepthyphantes okuensis
- Lepthyphantes ollivieri
- Lepthyphantes opilio
- Lepthyphantes palaeformis
- Lepthyphantes palmeroensis
- Lepthyphantes pannonicus
- Lepthyphantes paoloi
- Lepthyphantes patulus
- Lepthyphantes pennatus
- Lepthyphantes pepticus
- Lepthyphantes perfidus
- Lepthyphantes phallifer
- Lepthyphantes phialoides
- Lepthyphantes pieltaini
- Lepthyphantes pratorum
- Lepthyphantes quadrimaculatus
- Lepthyphantes rainieri
- Lepthyphantes rimicola
- Lepthyphantes ritae
- Lepthyphantes rubescens
- Lepthyphantes rudrai
- Lepthyphantes ruwenzori
- Lepthyphantes sardous
- Lepthyphantes saurensis
- Lepthyphantes sbordonii
- Lepthyphantes serratus
- Lepthyphantes silvamontanus
- Lepthyphantes simiensis
- Lepthyphantes spasskyi
- Lepthyphantes speculae
- Lepthyphantes striatiformis
- Lepthyphantes strinatii
- Lepthyphantes subtilis
- Lepthyphantes tamara
- Lepthyphantes tenerrimus
- Lepthyphantes tes
- Lepthyphantes thienemanni
- Lepthyphantes todillus
- Lepthyphantes trivittatus
- Lepthyphantes tropicalis
- Lepthyphantes tullgreni
- Lepthyphantes turanicus
- Lepthyphantes turbatrix
- Lepthyphantes ultimus
- Lepthyphantes umbratilis
- Lepthyphantes vanstallei
- Lepthyphantes venereus
- Lepthyphantes vividus
- Lepthyphantes yushuensis
- Lepthyphantes zaragozai
- Lepthyphantes zhangmuensis